# 격투기특성화사립고교 극지고
격투기특성화사립고교 극지고는 작가 허일이 2011년 10월 15일부터 네이버 웹툰 코너에 연재 중인 웹툰이다.
전체이용가이지만 성드립이 난무한다.
2015년 4월 10일에 완결되었다.

## 개요
학교의 성적평가 자체는 지극히 간단하다. 싸움을 제일 잘하는 학생이 전교 1등이다.